# Beatmania IIDX 9th Style
beatmania IIDX 9th Style는 beatmania IIDX 시리즈의 9번째 작품으로 2003년 코나미를 통해 발매되었다. e-Amusement 시스템이 최초로 채용된 작품이기도 하며 해금 곡 포함 신곡 50여 곡이 추가되었다.
이번 작부터는 하드웨어 기반이 PC용으로 교체되어 그래픽 능력이 향상되었으며 BGA 출력방식 또한 DVD 플레이어에서 따로 전송해주는 방식이 아닌 하드웨어 내부에서 재생되도록 변경되었다.